# Bulbophyllum putidum
Bulbophyllum putidum (Teijsm. & Binn.) J.J.Sm., 1912 è una pianta della famiglia dell Orchidacee, originaria del sudest asiatico.

## Descrizione
B. putidum è un'orchidea di piccole dimensioni con crescita epifita. Presenta un rizoma dal quale, a distanze di circa 3 centimetri, si originano pseudobulbi di forma ellittica e di colore verde oliva, che portano al loro apice un'unica foglia sessile, di forma oblungo-ellittica.
La fioritura avviene dall'estate all'autunno, mediante una infiorescenza basale, derivante dallo pseudobulbo maturo, lunga mediamente 14 centimetri, con una brattea floreale membranosa e recante un unico fiore. Questo è veramente molto appariscente, notevolmente grande (da 15 fino a 20 centimetri) e di forma decisamente particolare: i sepali laterali sono molto allungati e rivolti verso il basso e quello centrale è nel complesso triangolare, i petali sono molto più piccoli dei sepali e hanno forma triangolare, sfrangiata alle estremità, il labello richiama una lingua.

## Distribuzione e habitat
La specie è originaria del sudest asiatico, in particolare di Myanmar, Thailandia, Laos e Vietnam  dove cresce epifita sugli alberi di foreste montane primarie, da 1000 a 2000 metri sul livello del mare.

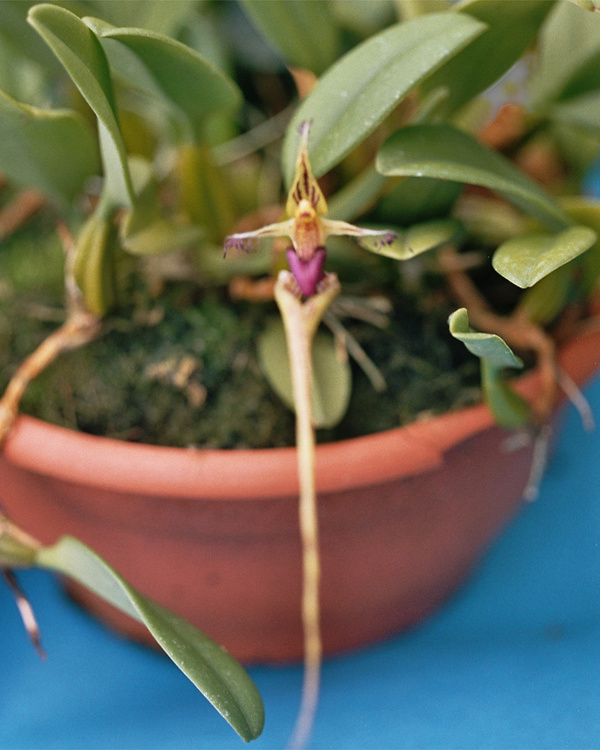
Bulbophyllum putidum in un vaso

## Coltivazione
Questa pianta è bene coltivata in cestini di legno appesi, contenenti materiale organico, preferibilmente felce, perché ha bisogno di prendere aria alle radici, inoltre necessita di esposizione all'ombra, umidità e temperature miti per tutto l'anno, più calde durante la fioritura.